# Шведско царство
Шведско царство односи се на освојене територије Краљевине Шведске у Балтичкој регији током 17. и почетком 18. века, када је Шведска била једна од великих европских сила.
За почетак Царства обично се узима владавина Густава II Адолфа, који је био на престолу од 1611, а крај Царства догодио се губитком освојених подручја 1721. након Великог северног рата. У шведском језику, раздобље се зове stormaktstiden, што значи „ера велике моћи”.
Након смрти Густава Адолфа 1632, Царство је, током дугог раздобља контролисало високо племство, највише породица Оксенстирна, делујући као тутор за мање намеснике. Интереси високог племства били су у супротности с интересима пука. У новостеченим поседима, кметство није био укинуто. 
Након победе у Тридесетогодишњем рату, врхунац шведске моћи, постигнут је у Другом северном рату, када је примарни противник Данска неутралисана миром у Роскилдеу 1658. године. Међутим, у даљем току овог рата, као и у следећем Сканијском рату Шведска је била у могућности да одржи своје Царство само уз потпору најближег савезника, Француске. Карло XI Шведски консолидовао је Царство и осигурао раздобље мира, пре неголи су Русија, Саксонија и Данска започеле заједнички напад у Великом северном рату на његовог наследника, Карла XII. Након почетних шведских победа, Карло је осигурао Царство по последњи пут Миром у Травендалу (1700) и споразумом у Алтранштету (1706), пре битке код Полтаве (1709), када је Шведско царство дошло до наглог краја.